# زن شهرآشوب

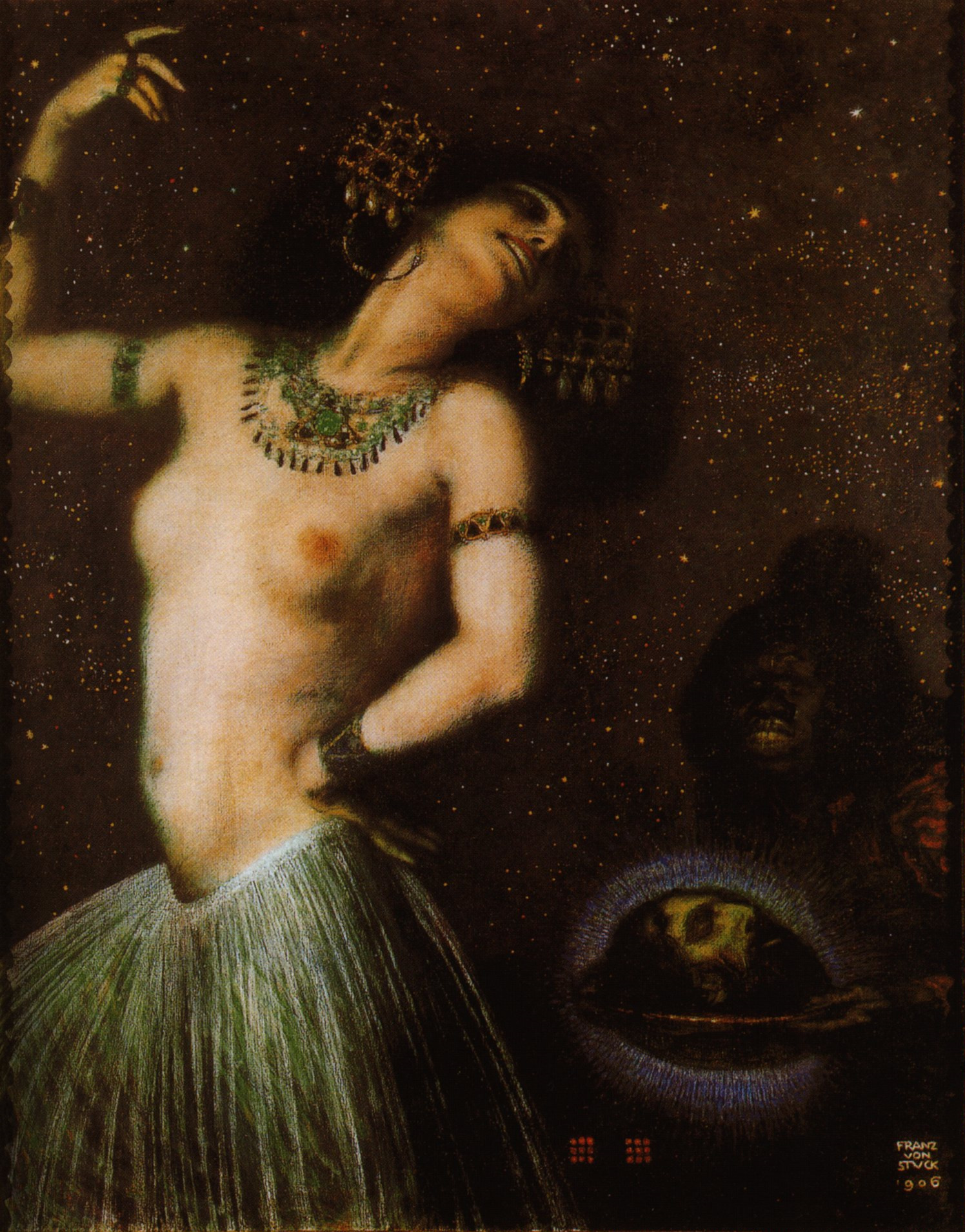
سالومه اثر فرانتس فون اشتوک، نمونه‌ای از زن شهرآشوب

شَهرآشوب، فَتّانه یا زن اغواگر به معنی کسی است که به لحاظ زیبایی شهر را بیاشوبد و به عبارتی ترکیب وصفی است برای توصیف زیبارویان فتنه‌انگیز.
در ادبیات غربی برای این معنی اصطلاح «فم فاتال» (فرانسوی: femme fatale‎) به‌کار می‌رود و در فیلم و ادبیات داستانی غرب به زنی زیبا گفته می‌شود که با استفاده از زیبایی و جذابیت‌های خود مردان را افسون می‌کند. این شخصیت که معمولاً توانایی‌های فراانسانی نیز دارد، عاشقان خود را در میلی غیرقابل مقاومت فرو می‌برد و قربانیان خود را هیپنوتیزم می‌کند و آنان را در موقعیت‌های خطرناک و مرگ‌آور فرو می‌برد. امروزه نیز گاه با توانایی‌های فرا انسانی، ساحره، خون‌آشام و هیولای مؤنث تصویر می‌شود.
این مقوله پیوند نزدیکی با هراس از ساحره‌ها و زن‌هراسی دارد. شخصیت‌پردازی زن فتانه در مقابل شخصیت زن آرمانی قرار می‌گیرد. ادبیات داستانی هنگامی که تلاش کرده‌است به پرسش خود دربارهٔ هویت انسان از طریق جایگاه زن پاسخ دهد دو وجههٔ متضاد زن آرمانی (موافق با امیال مرد) و زن فتانه (مخالف با امیال مرد) به زن داد، چرا که ادبیات اغلب توسط مردان نگارش می‌شد. این دو شخصیت پردازی جلوه‌های اسطورهای آرزوها و ناکامی‌های نویسندگان محسوب می‌شوند. هر چند که به عقیده برخی، «زن افسونگر» مثالی از استقلال زنان و تهدیدی برای نقش‌های جنسیتی سنتی زنانه بوده‌است.
نمونه‌هایی از زن فتانه در ادبیات عبارتند از: نانا (امیل زولا)، لولو (پابست)، آناستازیا (در ابله داستایوسکی)، کارمن، اسمرالدا، زن لکاته (در بوف کور)، هما (در شوهر آهو خانم)، لیلا (در طوبا و معنای شب)، گوهر (صادق چوبک) و برخی روایات از حوا.
یا شخصیت مالنا در فیلم مالنا به کارگردانی جوزپه تورناتوره که نماد زن شهر آشوب میباشد.
اما شهرآشوب اصطلاحاً از انواع شعر (به لحاظ موضوع) است و به اشعاری گفته می‌شود که دربارهٔ پیشه‌وران و تعریف شغل و صنعت آنان سروده باشند. چنین اشعاری از نظر جامعه‌شناسی و نیز دربرداشتن لغات و اصطلاحات فنی و نام ابزارهای کار در حرفه‌ها و صنایع رایج در دوره‌های مختلف زندگی بشر اهمیت بسیار دارد.
پیشه‌وران اعم از صنعتگران، فروشندگان کالاهای گوناگون و دیگر طبقات اجتماعی در شهرآشوب‌ها، زیبارویانی فتنه‌گرند و شهرآشوب‌سرایان، عشق و محبت به این اصناف را چاشنی شعر خود می‌کنند تا توصیف پیشه‌وران و صنعت و ابزارهای کارشان برای خوانندگان ملال‌آور نباشد. گونه‌ای از شهرآشوب نیز هست که شاعر در آن به ستایش یا نکوهش یک دیار و ساکنانش می‌پردازد.
شهرآشوب قالب شعری خاصی ندارد و اغلب به صورت رباعی، قطعه، قصیده، غزل و مثنوی سروده شده‌است؛ با این حال قالب رباعی بیشتر از دیگر انواع دیگر شعر، مورد استفاده شهرآشوب‌سرایان بوده‌است. «شهرانگیز» نام دیگر این نوع شعر است و بعضی از شاعران نیز به شهرآشوب‌های خود عناوین مبالغه‌آمیز همچون «دهرآشوب»، «عالم‌آشوب» و «فلک‌انگیز» داده‌اند.

## نام سبکی در ادب فارسی
شهرآشوب در ادب فارسی اصطلاحاً به اشعاری گفته می‌شود که شاعر در آن، شهر، اهل شهر یا درباریان را ستوده یا نکوهیده یا به توصیف پیشه‌وران یک شهر و تعریف حرفه و صنعت آنان پرداخته باشد.

## تاریخچه شهرآشوب‌سرایی
در میان شعرا (به‌خصوص اعراب) این رسم رواج داشته که قطعاتی سروده، مردم دیاری خاص را مذمت کرده یا می‌ستوده‌اند. نمونه‌هایی از چنین اشعاری را می‌توان در کتب ادب و بلاغت همچون یتیمةالدهر و تتمةالیتیمة یافت.
در ادب فارسی می‌توان از قطعه زیبای فرخی سیستانی (ف‍. ۴۲۹) دربارهٔ سمرقند یاد کرد با مطلع:
| همه نعیم سمرقند سربه‌سر دیدم |  | نظاره کردم در باغ و راغ و وادی و دشت |

همچنین باید از داستان هجو بلخ که به انوری (شاعر قرن ششم) نسبتش دادند، یاد کرد. این شعر در اصل از شاعری به نام فتوحی بوده‌است. با این حال مردم خشمگین بلخ، انوری را وارونه بر خری سوار کرده، قصد گرداندن در شهر داشتند؛ اما قاضی حمیدالدین بلخی مؤلف مقامات حمیدی وساطت کرده، او را رهانید.
چنین اشعاری را می‌توان منشأ شهرآشوب دانست. گر چه پس از رواج شهرآشوب، سرودن چنین اشعاری کماکان رایج بود.
گیپ شرق‌شناس انگلیسی شعرای ترک (در قلمرو سلاطین عثمانی) همچون مسیحی ادرنه‌ای، محمد سلوکی، لامعی بروسوی و عاشق چلبی را به عنوان نخستین شهرآشوب‌سرایان معرفی کرده‌است؛ اما احمد گلچین معانی شعرای فارسی‌گو را مبدع شهرآشوب دانسته و اظهار داشته‌است که شعرای ترک از ایشان تقلید کرده‌اند.
ظاهراً در ادب فارسی، مسعود سعد سلمان (ف‍.۵۱۵) اولین شاعر شهرآشوب‌سراست که اشعاری در مدح و ذم برخی اشخاص سروده و شهرآشوبی در قالب مثنوی در وصف، مدح و نکوهش درباریان شیرزاد پسر سلطان مسعود غزنوی، عمله خلوت و اهل طرب دربار وی به نظم کشیده‌است.
بعد از مسعود سعد باید از حکیم سنایی غزنوی (ف‍.۵۲۹) نام برد. وی در مثنویی به نام کارنامه بلخ، گروهی از بزرگان غزنین، درباریان، شاهزادگان، غلامان خاصه، سران لشکر و شعرا را نکوهیده و گروهی را ستوده یا آنکه به هزل و مطایبه از ایشان سخن گفته‌است.
شعرای دیگری که از این نوع شهرآشوب سروده‌اند:
- کمال‌الدین کوتاه‌پای[۶] که شهرآشوبی در هجو کینوس بدخشان سروده بود.
- آگهی خراسانی (ف‍.۹۳۲)
- حکیم شفائی اصفهانی (ف‍.۱۰۳۷)
- اشرف مازندرانی (ف‍.۱۰۸۱)
- مسعود سعد نود و یک قطعه مختلف‌الوزن در وصف پیشه‌وران و صنعتگران عصر خود به نظم کشیده‌است.
- مهستی گنجوی دیگر شاعر سده ششم است که رباعیاتی دربارهٔ اصناف بازار و پیشه‌وران سروده و نخستین کسی است که از قالب رباعی در سرودن شهرآشوب استفاده کرده‌است. تعدادی از این رباعیها از مونس‌الاحرار فی دقایق‌الاشعار[۷] محمدبن بدر جاجرمی (از فضلای سده هفتم) و فرهنگها و تذکره‌ها به دست آمده‌است.
- امیرخسرو دهلوی (ف‍. ۷۲۵) شاعر فارسی‌سرای هند نیز شصت و هفت شهرآشوب در قالب رباعی سروده‌است.
- سیفی بخاری (ف‍. ۹۰۹) در شهرانگیز خود با عنوان صنایع‌البدایع در وصف هر پیشه‌ور غزلی گفته‌است.
- خواندمیر (ف‍. ۹۴۱) نویسنده تاریخ حبیب‌السیر صد و شصت رباعی از این گونه شعر در کتاب نامه نامی[۸] دارد که هر رباعی در آغاز نامه‌ای مسطور است.[۹]
- مولانا لسانی شیرازی (ف‍.۹۴۱) در منظومه مجمع‌الاصناف در وصف هر پیشه‌ور پنج رباعی، با عنوانی در قالب مثنوی سروده‌است و بنا بر نظر احمد گلچین معانی[۱۰] مجمع‌الاصناف در میان شهرآشوب‌ها درجه عالی دارد.
- گویا وحیدی تبریزی (م‍.۹۴۲) اولین شاعری است که در قالب مثنوی شهرآشوب سروده‌است.
- حالتی ترکمانی (ف‍.۱۰۰۰) و
- فیضی آگره‌ای (ف‍.۱۰۰۴) هر دو در قالب رباعی شهرآشوب گفته‌اند و
- حکیم فغفور لاهیجی (ف‍.۱۰۲۹) و
- کلیم کاشانی (ف‍. ۱۰۶۱)[۱۱] از قالب مثنوی در سرودن شهرآشوب‌های خود بهره گرفته‌اند.
- میرزاطاهر وحید قزوینی (ف‍.۱۱۱۰) در مثنوی عاشق و معشوق، علاوه بر صاحبان حرف دربارهٔ مکانهایی همچون میخانه، حمام و مسجد و حیواناتی مانند کرگدن و گاومیش و سازهایی چون تنبور و کمانچه نیز شعر گفته‌است. در این مثنوی شهرآشوبی دیگر دربارهٔ دو راجه هندی است. شاعر هنگامی که این دو دلداده به اصفهان رسیده‌اند، به توصیف شهر و پیشه‌وران و بازاریان آن پرداخته‌است.
- میرعابد سیدای نسفی (ف‍. ۱۷۱۰ میلادی) شهرآشوب‌هایی در قالب مثنوی دارد که اغلب به صورت تک‌بیت است. همچنین وی سه شهرآشوب در قالب غزل سروده‌است.
- از شاعری به نام سرحدی قهفرخی (ف‍.۱۲۴۷) فقط ابیاتی باقی است و چون دیوان شعرش در دست نیست، نمی‌توان شمار شهرآشوب‌های او را مشخص کرد.

احمد گلچین معانی از ده شاعر نام برده و شهرآشوب‌هایشان را نقل کرده‌است:
- شمس‌الدین نسوی
- محتشم کاشی (ف‍. ۹۹۶)
- شهرت
- عبدالحی حزنی
- باقر خرده کاشی
- امیر یوسف
- محتشم علیخان حشمت
- میرنجات اصفهانی
- صادق دستغیب
- مهدی‌قلی میرزا سهام‌الملک

همچنین از دو شهرآشوب منثور یاد کرده که یکی نوشته ملاعطا اعجاز هراتی و دیگری اثر میرزامحمد شفیع (معاصر شاه‌سلطان حسین صفوی) است.
در این میان متنوع‌ترین شهرآشوب‌ها را سیدای نسفی سروده و به حرفه‌ها و صنایعی اشاره کرده که در شعر دیگران نیامده است؛ گر چه سروده‌های وی از جنبه ادبی، مقامی فروتر از اشعار مسعود سعد، مهستی گنجوی، امیر خسرو دهلوی و دیگران دارد.

## نمونه‌هایی از شهرآشوب
- مسعود سعد:

صفت یار هندسی
| خورشید ملاحت است رویش |  | نورش به جهان شده‌است سایر |
| پرگار لطافت است دستش  |  | بی‌نقطه همی‌کشد دوایر      |

صفت یار کبوترباز
| انس تو، با کبوتر است همه |  | ننگری از هوس به چاکر خویش   |
| هم به ساعت برِ تو بازآید  |  | هر کبوتر که رانی از بر خویش |
| رفتن و آمدن به نزد رهی   |  | چون نیاموزی از کبوتر خویش   |

- مهستی گنجوی:

نعلبند
| آن کودک نعلبند داس اندر دست     |  | چون نعل بر اسب بست از پای نشست |
| زین نادره‌تر که دید در عالم پست؟ |  | بدری به سم اسب هلالی بربست     |

کفشگر
| زیبا بت کفشگر چو کفش آراید |  | هر لحظه لب لعل بر آن می‌ساید |
| کفشی که ز لعل شکّرش آراید   |  | تاج سر خورشید فلک را شاید   |

- سیدای نسفی:

فیلبان
| آن نگار فیلبان سبز است و شیرین چون نبات |  | عاشقان را کرده سودای رخ او فیل‌مات |

بریان‌گر
| گفتمش با شوخ بریان‌گر بکن درمان من |  | سوختم آبی بزن بر سینه بریان من |

مرده‌شوی
| مرده‌شوی امرد که جان بخشد تن افسرده را |  | زنده را جان می‌ستاند، مرده را جان می‌دهد |

- لسانی شیرازی:

مؤذن
| دلدار مؤذن مه دشوارپسند     |  | کز نغمه کشد گردن دلها به کمند |
| صبح از سر گلدسته برآرد آواز |  | چون نغمهٔ بلبل از سر سرو بلند  |

زرگر
| زرگر که سمند دلبری می‌راند    |  | از بس که طریق دلبری می‌داند |
| می‌راندم از کرشمه روزی صد بار |  | بازم به زبان زرگری می‌خواند |

سرّاج (زین ساز)
| سرّاج کزو بود خروشم          |  | باشد به کفش عنان هوشم    |
| از دیدن آن نگار شیرین       |  | چون مورچه پر برآورد زین  |
| آن آیهٔ صنع لایزالی          |  | صد زین به نگاه کرده خالی |
| او راست ز بس که ناز و تمکین |  | هرگز نرود به خانه زین    |
| مشکل که به خانهٔ من آید      |  | وین عقدهٔ من ز دل گشاید   |

حافظ:
| بازکش یک دم عنان ای ترک شهرآشوب من    |  | تا ز اشک چهره راهت پر زر و گوهر کنم        |
| فغان کاین لولیان شوخ شیرین‌کار شهرآشوب |  | چنان بردند صبر از دل که ترکان خوان یغما را |

اقبال لاهوری:
| کجاست منزل تورانیان شهرآشوب |  | که سینه‌های خود از تیزی نفس خستند |

شهریار:
| با چنگ خدایان خیز آشفته و شورانگیز |  | ای زهره شهرآشوب ای شهره به شیدایی |

عبدالرحمن جامی:
| ترک شهرآشوب من زین سان که شد صحرانشین |  | خواهم از شوقش به صحرا رو نهادن بعد از این |

هلالی جغتایی:
| ماه شهرآشوب من هر گه به راهی بگذرد |  | شهر پر غوغا شود چونان که ماهی بگذرد |

## توضیحات
1. ↑  «زن شهرآشوب» [سینما و تلویزیون] هم‌ارزِ «femme fatale»؛ منبع: گروه واژه‌گزینی. دفتر سیزدهم. فرهنگ واژه‌های مصوب فرهنگستان. تهران: انتشارات فرهنگستان زبان و ادب فارسی (ذیل سرواژهٔ زن شهرآشوب)
2. 1 2  حسین‌زاده
3. ↑  «The Femme Fatale Throughout History». History Television. بایگانی‌شده از اصلی در ۲۷ سپتامبر ۲۰۰۷. دریافت‌شده در ۲۴ نوامبر ۲۰۰۸.
4. ↑  هر دو از ثعالبی نیشابوری ادیب، مورخ و نویسنده قرن چهارم و آغاز قرن پنجم
5. ↑  هر چهار نفر از شعرای قرن دهم هجری‌اند
6. ↑  شاعر نیمه دوم قرن ششم هجری
7. ↑  در سال ۷۴۱ هجری تألیف شده و مجموعه‌ای از اشعار برگزیده حدود دویست شاعر فارسی‌زبان است
8. ↑  کتابی در آیین‌نامه‌نگاری
9. ↑  در تعدادی از این نامه‌ها که به پیشه‌وران نوشته شده، ابیاتی از شهرانگیزهای سیفی بخاری نیز نقل کرده‌است.
10. ↑  در کتاب شهرآشوب در شعر فارسی
11. ↑  ابوطالب کلیم کاشانی در همدان زاده شد؛ اما به سبب اقامت طولانی در کاشان به کاشانی معروف شد.
12. ↑  در کتاب شهرآشوب در شعر فارسی
13. ↑  از شعرای فارسی‌زبان ماوراءالنهر که در نیمه اول سده هفدهم میلادی در نسف از توابع بخارا چشم به جهان گشوده‌است.
14. ↑  امرد: جوانی که هنوز بر صورتش مویی نروییده باشد.
15. ↑  زبور عجم
16. ↑  فاتحةالشباب